# Стомаж (Айдовщина)
Стомаж (словен. Stomaž) — поселення в горах на північ від долини Віпави в общині Айдовщина. Висота над рівнем моря: 289,8 метрів.